# فيل هاوكر
فيل هاوكر (بالإنجليزية: Phil Hawker)‏ هو لاعب كرة قدم بريطاني، ولد في 7 ديسمبر 1962 في سوليهل في المملكة المتحدة. لعب مع برمنغهام سيتي ونادي سوليهول لكرة القدم ونادي والسول ووست بروميتش ألبيون.